# Brad Neely
Pour les articles homonymes, voir Neely.
Brad Neely, né le 26 octobre 1976 est un auteur de bande dessinée américain originaire de Fort Smith (Arkansas) et qui réside à Austin, au Texas. Il est l'auteur de la série Creased Comics et d'un pastiche de Harry Potter à l'école des sorciers intitulé Wizard People, Dear Reader. Il est aussi scénariste ou producteur de séries télévisées comme South Park, China, IL et Brad Neely's Harg Nallin' Sclopio Peepio.

## Biographie
Brad Neely, naît le 26 octobre 1976 à Fort Smith dans l'Arkansas. Il étudie quelque temps à la Pennsylvania Academy of the Fine Arts.
Il crée le comics Creased Comics et une parodie du film Harry Potter à l'école des sorciers intitulée Wizard People, Dear Reader. Il est aussi le créateur des dessins animés Cox & Combes' Washington, I Am Baby Cakes, The Professor Brothers, et China, IL.
Neely a aussi participé à la série South Park durant la seconde partie de la onzième saison.
Le 5 mai 2008, Super Deluxe propose une mini-série de 4 épisodes intitulée China, IL. Le site publie un épisode chaque semaine et le 25 mai la série complète est diffusée sur Adult Swim. Le 23 mai 2011, Adult Swim annonce que China, IL serait diffusé . Le premier épisode est diffusé le 2 octobre 2011. Le dernier le 14 juin 2015.
Sa deuxième série, Brad Neely's Harg Nallin' Sclopio Peepio, est annoncée pour mai 2015. Elle est annulée dès la fin de la première saison.